# موژننو
موژننو (به لاتین: Murzynno) یک روستا در لهستان است که در گمینا گنگوکووو واقع شده‌است. موژننو ۲۶۰ نفر جمعیت دارد.